# Ieromonah

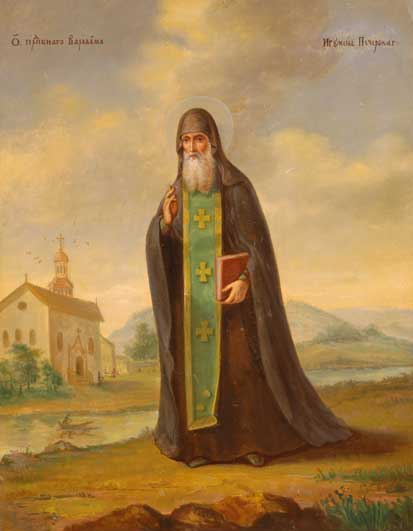
Varlaam al Mănăstirii Peșterilor din Kiev, purtând veșmântul său monastic și epitrahilul preoțesc

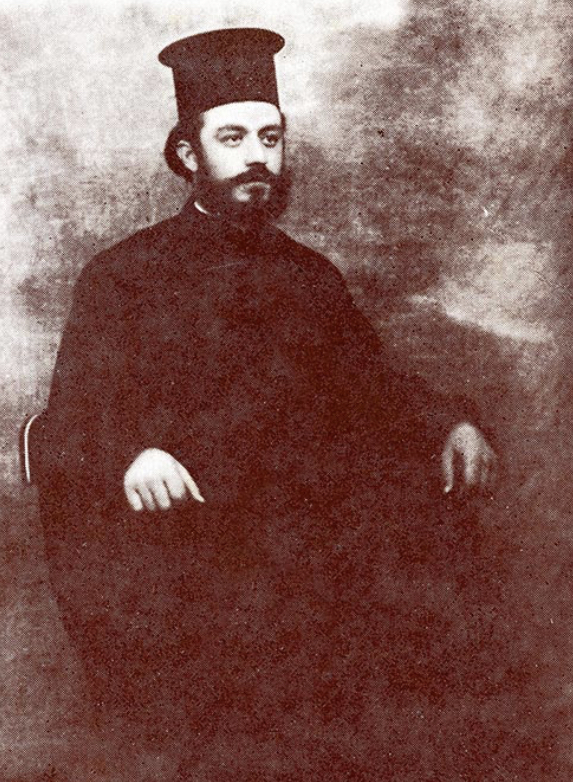
Ieromonahul Iosif Papamihali (1912-1948)

Ieromonahul este un călugăr care a primit slujirea preoțească pentru comunitatea sau mănăstirea din care face parte.
Episcopul hirotonește un călugăr întru preot la cererea comunității transmisă episcopului prin starețul mănăstirii.

## Etimologie
Intrat poate în limba română prin slavonescul ijeromonahŭ, cuvântul este de origine neogreacă, compus din ierevs („preot”) și monahos („monah”).

## Vezi și
- Arhimandrit